# Chiesa della Visitazione (Ain Karem)
La chiesa della Visitazione è un luogo di culto cattolico di Ain Karem, nella periferia di Gerusalemme, che commemora l'episodio evangelico della visita di Maria alla cugina Elisabetta, come raccontato dall'evangelista Luca in 1,39-45; durante il primo incontro la madre di Gesù proclamò la preghiera del Magnificat (Luca 1,46-56).

## Descrizione
Il complesso sacro risulta composto da due chiese sovrapposte. La chiesa inferiore era in origine una cappella d'epoca bizantina sopra la quale i crociati avevano costruito una seconda chiesa. Con la distruzione della chiesa crociata, anche la cappella bizantina fu abbandonata e nel corso del XVI secolo era diventata abitazione privata di una famiglia araba, finché fu riscattata dai francescani nel 1679. La cripta della chiesa inferiore è decorata con scene evangeliche ed è dedicata al ricordo di Elisabetta. In una nicchia è custodita la pietra dietro la quale si sarebbe nascosto Giovanni Battista per sfuggire alla strage ordinata da Erode il Grande con l'intento di colpire Gesù: questo episodio, narrato dal vangelo apocrifo di san Giacomo, è descritto da un affresco nella cripta.
La chiesa superiore, portata a termine nel 1955 dall'architetto Antonio Barluzzi, è dedicata alla glorificazione di Maria nella storia del cristianesimo. Nell'abside è raffigurata la madre di Gesù circondata da santi nel cielo e da fedeli sulla terra. Altri pannelli decorativi raffigurano: la difesa alla Sorbona dell'Immacolata Concezione di Maria da parte di Duns Scoto; la battaglia di Lepanto; le nozze di Cana (cfr. Giovanni 2,1-12); il concilio di Efeso del 431 che definì solennemente Maria “Madre di Dio”.
Sulle pareti del cortile è riportato, in 41 lingue diverse, il testo del Magnificat.